# ژان شارل فاژه
ژان شارل فاژه (فرانسوی: Jean Charles Faget‎؛ ۲۶ ژوئن ۱۸۱۸–۷ دسامبر ۱۸۸۴) پزشک فرانسوی‌تبار اهل ایالات متحده آمریکا بود. امروزه نام او به سبب تشریح نشانه فاژه در یادها مانده است که ترکیبی غیرعادی از تب و کاهش ضربان قلب در بیماران مبتلا به تب زرد و نشانهٔ تشخیصی مهمی برای این بیماری است.
پدر و مادر او پناهندگانی از سانت دومینگو بودند که در جریان انقلاب هائیتی از هیسپانیولا گریخته بودند و در سال ۱۸۰۹ ساکن نیواورلئان شدند. او ابتدا تحت آموزش یسوعی‌ها قرار گرفت. سپس از شال ۱۸۳۰ تا ۱۸۳۷ در کالج رولن پاریس درس خواند و بعد در رشتهٔ پزشکی داخلی در دانشگاه پاریس تحصیل کرد و با درجه ممتاز در سال ۱۹۴۵ فارغ‌التحصیل شد و به نیواورلئان بازگشت. وی یکی از باسوادترین پزشکان فرانسوی‌تبار نیواورلئان بود و کار خود را زمانی در آنجا شروع کرد که تب زرد معضلی اساسی در آن ناحیه بود و اصولا یکی از خطرناک‌ترین عفونت‌های آن روزگار محسوب می‌شد. دانشمندان در آن روزگار بر این باور بودند که علت تب زرد مشکلات محیطی مانند فاسد شدن مواد غذایی، شرایط آب و هوایی و بهداشت نامناسب است. مطالعات فاژه بر روی این بیماری، او را به این باور رساند که تب زرد ممکن است در اثر یک میکروب خاص ایجاد شود. امروزه می‌دانیم که عامل این بیماری یک ویروس است که توسط پشه تب زرد منتقل می‌شود و در نواحی استوایی و نیمه‌حاره آمریکای جنوبی و آفریقا شیوع بیشتری دارد. فاژه تلاش کرد تا نشانه‌های تشخیصی درست تب زرد را شناسایی کند. علاوه بر تب، این بیماری با یرقان، استفراغ خونی همراه است و نبض بیماران ابتدا تند و سپس با پیشرفت بیماری کندتر می‌شود؛ اما برخلاف مالاریا، بیماران لرز ندارند. فاژه همچنین متوجه شد که کینین که در درمان مالاریا کاربرد داشت، هیچ اثری بر تب زرد ندارد. فاژه چیزی را کشف کرد که به «قانون فاژه» معروف شد. وی اظهار داشت که «نبض در تب زرد با افزایش یا بالا ماندن دمای (بیمار) کند می‌شود.» نشانه فاژه امروزه هم یک نشانۀ بالینی مهم در تشخیص تب زرد است.
فاژه در زمینه پزشکی زایمان هم فعالیت می‌کرد و یکی از طرفداران اولیه استفاده از بیهوشی در زنان باردار شد. او مقاله‌ای پژوهشی در مورد خروسک و دیفتری منتشر می‌کرد. فاژه با داشتن سمتی در کمیسیون بهداشتی نیواورلئان و به عنوان عضوی از هیئت بهداشت لوئیزیانا به جامعه خود خدمت کرد. او پس از جنگ داخلی آمریکا به مدت دو سال ساکن پاریس بود و پس از کمک به کاهش یک بیماری همه گیر در فرانسه، ناپلئون سوم به او لقب و نشان شوالیه لژیون دونور داد. ژان شارل فاژه در ۷ دسامبر ۱۸۸۴ در نیواورلئان درگذشت.